# KIM-1
 (septembre 2022).
Si vous disposez d'ouvrages ou d'articles de référence ou si vous connaissez des sites web de qualité traitant du thème abordé ici, merci de compléter l'article en donnant les références utiles à sa vérifiabilité et en les liant à la section « Notes et références ».
Le KIM-1 (de Keyboard Input Monitor) était l'un des premiers ordinateurs personnels utilisant le processeur 6502. Il fut développé et produit par MOS Technology (racheté peu de temps après par Commodore) à partir de 1975, et connut un succès remarquable pour les ordinateurs de son époque. Il doit ce succès principalement à son prix abordable, qui découle du faible prix du processeur 6502.

## Histoire
Le processeur 6501, prédécesseur du 6502 utilisé dans le KIM-1 pouvait être monté sur les cartes-mères utilisant le Motorola 6800. Cela permettait à ses utilisateurs, avant tout ingénieurs et passionnés, de mettre facilement sur pieds un environnement de développement en utilisant le matériel existant. Motorola n'apprécia pas le geste et poursuivit MOS en justice, ce qui le força à retirer le 6501 du marché. MOS changea donc le brochage du 6501 et mit sur le marché le nouveau processeur 6502,.
Celui-ci avait alors pour inconvénient l'absence de machine dans laquelle il pouvait être facilement utilisé. Chuck Peddle, à la tête du groupe 650x de MOS, et ancien membre de l'équipe de développement du 6800 de Motorola, conçut le KIM-1 pour combler ce manque.
La machine, conçue à l'origine pour les ingénieurs, connut un succès rapide auprès des amateurs, grâce à son prix (moins de 500 $ pour un système complet et 245 $ pour un kit). De nombreux manuels disponibles à l'époque proposaient de petits programmes pour le KIM-1. L'un de ces programmes permettait de créer de la musique en utilisant une sortie connectée à un petit haut-parleur. Le langage de programmation BASIC fut lancé une fois le KIM-1 devenu plus populaire. Il nécessitait 4K de RAM supplémentaire et une installation par disquette.
Peu après le lancement du KIM, MOS Technology fut racheté par Commodore International. La production du KIM-1 continua encore sous l'étiquette CBM avant de s'arrêter. Chuck Peddle commença alors à travailler sur une version étendue, comprenant un clavier QWERTY incorporé, un lecteur de disquette et un écran monochrome. Celui-ci était utilisé en parallèle avec une puce pilote graphique intégrée, ce qui veut dire qu'aucun terminal extérieur n'était requis. Le microprogramme ROM fut développé pour intégrer aussi le BASIC, pour que la machine puisse fonctionner une fois l'alimentation connectée. Le Commodore PET, lancé en 1977, était né.

## Description
Le KIM-1 se composait d'un seul circuit imprimé (ordinateur monocarte) et tous ses composants se trouvaient sur la même face, il comprenait trois circuits intégrés principaux, dont la CPU MCS6502 et deux contrôleurs MCS6530 gérant la mémoire et les interfaces. Le KIM-1 disposait d'une mémoire RAM de 1152 octets, d'un clavier de 24 touches semblable à celui d'une calculatrice et d'un affichage à LED.